# Вступ Словенії до Європейського Союзу
Вступ Словенії до Європейського Союзу (словен. Vstop Slovenije v Evropsko unijo) — процедура, яка дозволила Республіці Словенія приєднатися до Європейського Союзу 1 травня 2004 року. Таким чином, Європейський Союз був розширений до 25 держав, Словенія увійшла одночасно з 9 іншими державами.

## Історія

### Подання кандидатури
Янез Дрновшек, тодішній президент уряду Словенії, подав заявку на членство 10 червня 1996 року Ламберто Діні, тодішньому президенту Ради Європейського Союзу:
Від імені Уряду Республіки Словенія маю честь подати запит на членство Республіки Словенія до Європейського Союзу відповідно до статті O Договору про Європейський Союз.
Того ж дня вона підписала угоду про партнерство з Європейським Союзом; вона набула чинности 11 лютого 1999 року і становить юридичну основу відносин між двома суб'єктами.

### Перемовини
З більш розвиненою ринковою економікою, ніж в інших балканських країнах, і спроможністю країни інтегрувати acquis communautaire, переговори про вступ пройшли відносно швидко; вони почали 30 березня 1998 року та Копенгагенські критерії затверджувалися поступово, паралельно з прийняттям Словенської національної програми прийняття acquis (NPAA). Результатом переговорів стало засідання Європейської Ради 12 і 13 грудня 2002 року, тодішній уряд єврофілів вбачав у цьому можливість для економічного та дипломатичного розвитку на міжнародній арені.

### Референдум
Був проведений референдум 23 березня 2003 року, який стосувався членства в Європейському Союзі, а також в НАТО; 89,61 % виборців виступає за приєднання, і після цього результату Словенія підписує Атенський договір у 2003 році та приєднується до Європейського Союзу 1 травня 2004 року, під час п'ятого розширення.